# Krajský soud v Liberci

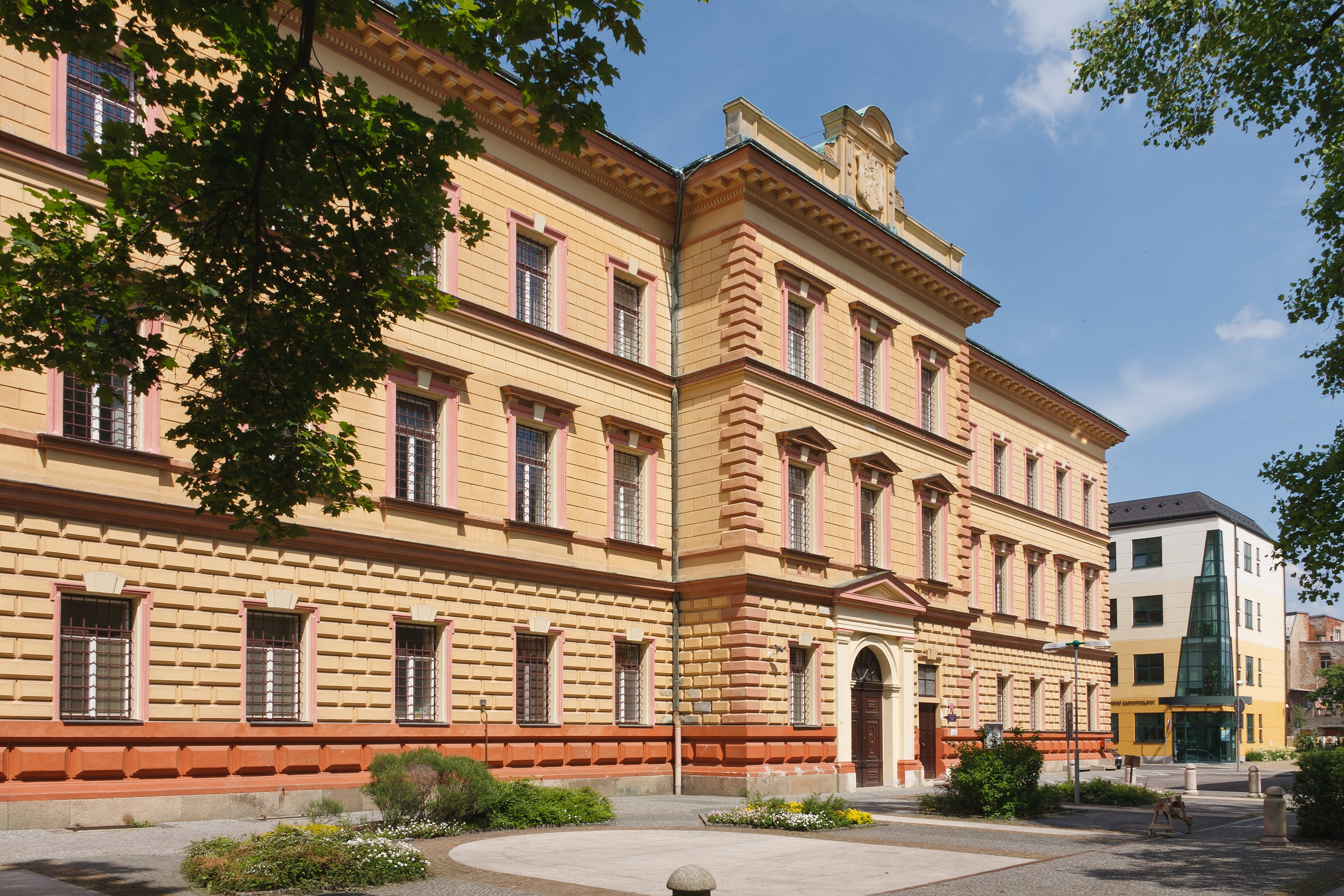
Bývalé sídlo krajského i okresního soudu, dnes vazební věznice

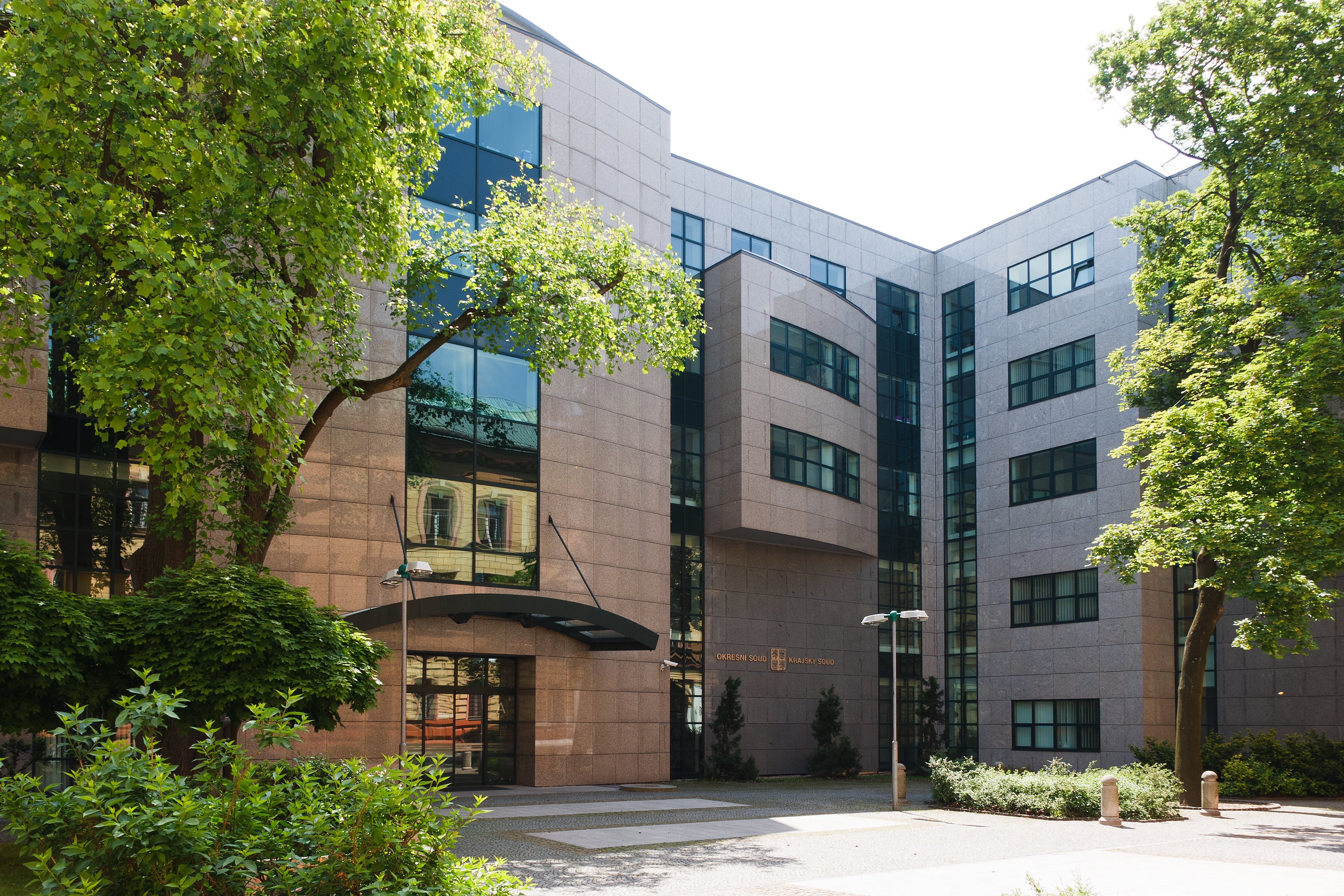
Liberecká pobočka Krajského soudu v Ústí nad Labem

Krajský soud v Liberci byl krajský soud, který existoval v letech 1850–1960. Až do roku 1949 spadal do působnosti Vrchního zemského soudu v Praze. Po roce 1960 byl nahrazen Krajským soudem v Ústí nad Labem, který má sice od roku 1992 pobočku právě v Liberci, existují ale dlouhodobé snahy o obnovení samostatného libereckého krajského soudu. 
Spisy zrušeného soudu jsou uloženy ve Státním oblastním archivu v Litoměřicích.

## Sídlo
Krajský soud nejdříve sídlil v Barvířské ulici č.p. 118, klasicistním dvoupatrovém samostatně stojícím reprezentativním domě s trojúhelníkovým štítem z roku 1820, památkově chráněném od roku 1958. Zdejší prostory však kapacitně nevyhovovaly a bylo proto rozhodnuto o výstavbě nové soudní budovy pod Keilovým vrchem, na tehdejším okraji města. Architektem byl Jan Kaur, stavbu prováděl stavitel Gustav Sachers, po jeho úmrtí jeho bratr Heindrich. Justiční palác, který byl určen nejen pro liberecký krajský a okresní soud, ale i pro místní věznici, byl dokončen roku 1877 a šlo tehdy o největší zděnou stavbu ve městě. Jde o třípodlažní budovu v novorenesančním toskánském slohu, s vězeňskou kaplí a dvorem, který je dělen vnitřním křídlem. Z jižního průčelí vystupují dva výrazné vstupní rizality zakončené atikami s českými lvy, fasáda je bosovaná a členěná průběžnými římsami. Na opačné straně stavby se nachází pouze naznačený rizalit s trojúhelným štítem, v němž je vyznačen letopočet MDCCCVII. Po zrušení krajského soudu zde působil již jen soud okresní, který se v roce 2001 přestěhoval do protější nově postavené budovy a justiční palác tak zůstal pouze pro potřeby Vazební věznice Liberec. Budova je od roku 1958 chráněna jako nemovitá kulturní památka.

## Bývalý soudní obvod

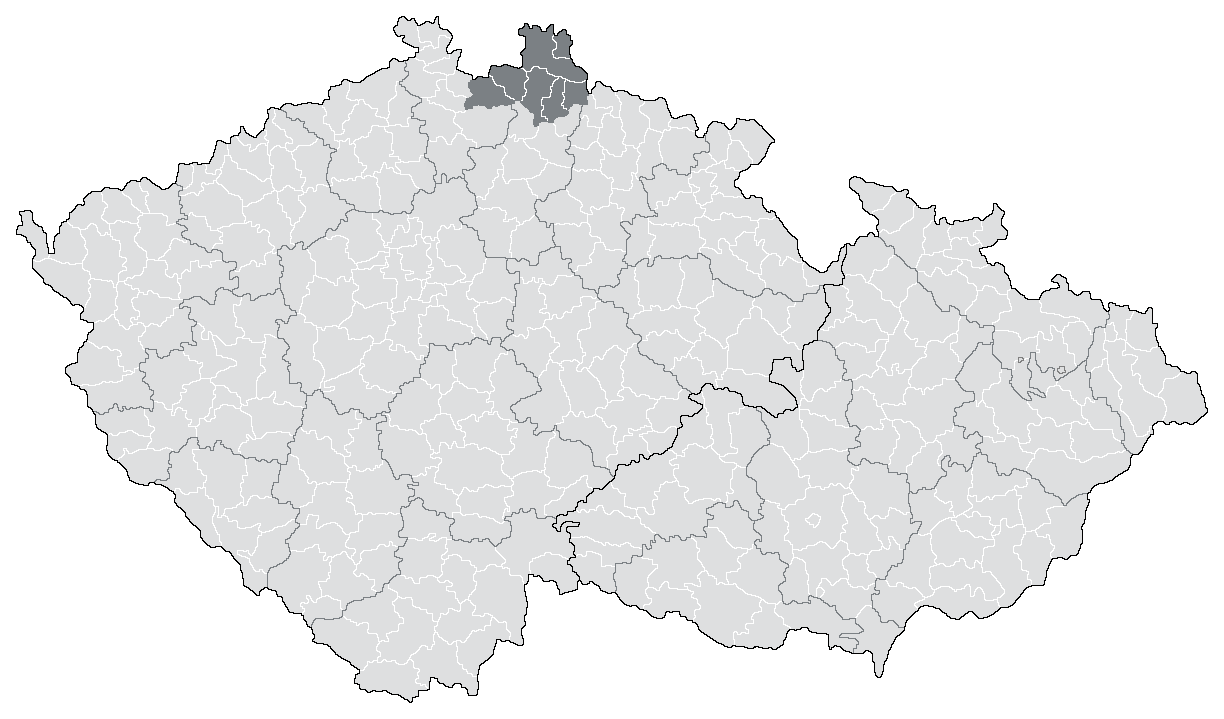
Obvod Krajského soudu v Liberci k roku 1930

Představoval jeden z nejmenších českých krajských soudů, do roku 1949 pod něj spadaly jen tyto okresní soudy:
- Okresní soud v Liberci
- Okresní soud ve Frýdlantu
- Okresní soud v Jablonci nad Nisou
- Okresní soud v Jablonném v Podještědí
- Okresní soud v Chrastavě
- Okresní soud v Novém Městě pod Smrkem
- Okresní soud v Tanvaldu

Mezi lety 1949 až 1960 pak byl jeho obvod shodný s tehdejším Libereckým krajem, takže se v něm nacházely soudy:
- Okresní soud v České Lípě
- Okresní soud ve Frýdlantu
- Okresní soud v Jablonci nad Nisou
- Okresní soud v Jablonném v Podještědí
- Okresní soud v Jilemnici
- Okresní soud v Rumburku
- Okresní soud v Semilech
- Okresní soud v Šluknově
- Okresní soud v Turnově
- Okresní soud ve Varnsdorfu

## Snahy o obnovení
Od vzniku Libereckého kraje v roce 2000 se místní politici snažili o to, aby se pobočka ústeckého krajského soudu osamostatnila a v Liberci vznikl standardní krajský soud. Poukazováno bylo na to, že město má moderní a potřebám sídla krajské justice zcela vyhovující justiční palác, že zde už všichni krajští soudci působí a je tak jen potřeba jmenovat jejich předsedu, a také na to, že kraj je v justičních věcech zbytečně rozdělen. Jeho větší část je sice v působnosti liberecké pobočky, ale území okresu Semily stále spadá pod Krajský soud v Hradci Králové. Také postoje politické reprezentace na celostátní úrovni byly poměrně vstřícné, např. už v roce 2001 tehdejší ministr spravedlnosti Jaroslav Bureš označil Liberec ze všech potenciálních sídel nových krajských soudů za naprostou výjimku, neboť na to byl už připraven a také Krajský soud v Ústí nad Labem s oddělením své liberecké pobočky počítal.
Zastupitelstvo Libereckého kraje v této věci podalo několik návrhů novel zákona o soudech a soudcích. První v červnu 2005, ten však nebyl Poslaneckou sněmovnou do konce jejího čtvrtého volebního období z časových důvodů projednán. V roce 2007 byl proto podán druhý návrh, jeho osud byl ale stejný. V září roku 2011 podalo zastupitelstvo Libereckého kraje Poslanecké sněmovně další, již třetí návrh na osamostatnění liberecké pobočky Krajského soudu v Ústí nad Labem, který byl ale hned v prvním čtení zamítnut. V pořadí čtvrtý návrh na zřízení samostatného krajského soudu podala skupina poslanců, zvolených v různých volebních krajích, v únoru 2012. Návrh však také prvním čtením neprošel.
Při své návštěvě Libereckého kraje v březnu 2015 prezident Miloš Zeman prohlásil, že na základě předchozí dohody s vedením Ministerstva spravedlnosti i Krajského soudu v Ústí nad Labem (který osamostatnění pobočky začal připravovat) bude samostatný Krajský soud v Liberci zřízen během několika následujících měsíců. Příslušný, pátý návrh podala skupina poslanců v červenci téhož roku, vláda Bohuslava Sobotky jej však nepodpořila a do konce volebního období opět nebyl projednán.
Stejná situace s neexistujícím soudem panovala i během léta roku 2020, kdy ani Lenka Ceplová, předsedkyně krajského soudu v Ústí nad Labem, nebyla oddělení libereckého soudu nakloněna.